# Video Archive
Video Archive è una video-raccolta del gruppo musicale britannico Def Leppard, pubblicata nel 1995 dalla Universal Music Group. Venne lanciata in contemporanea con l'uscita della prima raccolta della band, Vault: Def Leppard Greatest Hits (1980-1995). Il video contiene gran parte del concerto tenuto dal gruppo al Don Valley Stadium di Sheffield il 6 giugno 1993, alcuni videoclip e un'esibizione acustica al Wapentake Club di Sheffield, il 5 ottobre 1995.
Nel 2001 è stata pubblicata in DVD insieme a Visualize.

## Tracce

### Live al Don Valley Stadium, Sheffield (6 giugno 1993)
1. Introduzione
2. Let's Get Rocked
3. Foolin'
4. Rocket
5. Two Steps Behind
6. Armageddon It
7. Pour Some Sugar on Me
8. Rock Of Ages
9. Love Bites

### Video (1993-1995)
Si tratta dei video dei singoli estratti dall'album Retro Active e dell'inedito When Love & Hate Collide presente in Vault
1. When Love & Hate Collide
2. Two Steps Behind
3. Action
4. Miss You in a Heartbeat
5. When Love & Hate Collide (Versione "Epica" - 8 minuti)

### Performance acustica al Wapentake Club, Sheffield (5 ottobre 1995)
1. Two Steps Behind
2. Armageddon It
3. When Love & Hate Collide
4. Animal
5. Pour Some Sugar on Me
6. Ziggy Stardust
7. Crediti